# 10553 Stenkumla
10553 Stenkumla (tên chỉ định: 1993 FZ4) là một tiểu hành tinh nằm ở rìa ngoài của vành đai chính. Nó được khám phá thông qua Uppsala-ESO Survey of Asteroids và Comets ở Đài thiên văn La Silla ở Chile ngày 17 tháng 3 năm 1993. Nó được đặt theo tên Stenkumla, a small parish ở Gotland, Sweden.